# Zabójcza Maria
Zabójcza Maria (niem. Die tödliche Maria) – niemiecki film z 1993 roku w reżyserii Toma Tykwera, w którym główną rolę zagrała Nina Petri. Jest to pierwszy pełnometrażowy film Toma Tykwera.

## Historia powstania
Tom Tykwer, zainspirowany horrorami lat 30. oraz kinem Polańskiego, scenariusz napisał razem z Christiane Voss, swoją ówczesną partnerką. Nie mając wiedzy o produkcji filmowej ani potrzebnego budżetu, szukał producenta wśród stacji telewizyjnych, jednak bez większych skutków. Ostatecznie jednak stacja ZDF po zapoznaniu się z Tykwera krótkometrażowym filmem Epilog zgodziła się na koprodukcję i zaplanowała go dla jednego ze swoich cyklów filmowych.
Tykwer oraz operator filmowy Griebe, z którym Tykwer pracował od dłuższego czasu, po zatwierdzeniu produkcji spotykali się dzień w dzień i planowali kręcenie całego filmu. Tykwer dodatkowo rozrysował wszystkie sceny na ok. 600 pojedynczych obrazków.
Film nakręcono w większości w studiu Adlershof w Berlinie na przełomie lutego i marca 1993 w ciągu 35 dni zdjęciowych, kosztował 850 tysięcy marek niemieckich. Film wszedł do kin na początku 1994, jednak nie odniósł oczekiwanego przez twórców sukcesu.

## Ciekawostki
- Wzorem dla filmowego mieszkania Marii było prawdziwe mieszkanie babci Toma Tykwera.
- Pocałunek między Marią a Dieterem miał być najdłuższym pocałunkiem w historii kina. Reżyser jednak nie wie, czy ostatecznie udało mu się ustanowić rekord.